# Fortunato Mallimaci
Fortunato Horacio Mallimaci (n. el 8 de abril de 1950 en Punta Alta) es un sociólogo argentino y doctor en Sociología por la École des Hautes Études en Sciences Sociales de París.

## Trayectoria
Fue Decano de la Facultad de Ciencias Sociales de la Universidad de Buenos Aires y Director del Centro de Altos Estudios Franco - Argentino de la Universidad de Buenos Aires.
Ha dictado numerosos cursos de postgrado en Universidades nacionales e internacionales de prestigio y relevancia.
Es profesor titular plenario de la cátedra: "Historia Social Argentina" y del seminario Sociedad y religión (Carrera de Sociología), en la Facultad de Ciencias Sociales de la Universidad de Buenos Aires.
Se desempeña como Investigador Superior del Consejo Nacional de Investigaciones Científicas y Técnicas - Conicet, Argentina, en el área Sociedad, Cultura y Religión.
Sus temas de estudio y los objetivos de los proyectos de investigación que dirige están vinculados con las siguientes temáticas: sociología histórica del catolicismo; grupos religiosos en sectores populares; pobreza y políticas sociales.

## Obras
Algunas de sus publicaciones:
- La diversité réligieuse dans la cité globale: hétérogéneité institutionnelle et individualisation du croire en Social Compass, Revue Intrernationale de Sociologie de la Religion, Bélgica, vol. 45, N° 1, marzo de 1998.
- El catolicismo integral en la Argentina 1930-1946 (1ª edición). Biblos. 1988. ISBN 978-950-9316-39-3.
- Dialógica (1ª edición). CONICET - Consejo Nacional de Investigaciones Científicas y Técnicas. 1996. ISBN 978-950-692-040-1. (En coautoría)
- Cine e imaginario social en los treinta (1ª edición). Universidad de Buenos Aires. 1997. ISBN 978-950-29-0394-1.
- Guía de la diversidad religiosa de Buenos Aires (1ª edición). Biblos. 2003. ISBN 978-950-786-389-9.
- Las comunidades eclesiales de base y el mundo de los pobres (1ª edición). Edición del Autor. 2007. ISBN 978-987-05-2181-5. (En coautoría)
- Modernidad, religión y memoria (1ª edición). Colihue. 2008. ISBN 978-950-563-406-4. (Obra colectiva)
- Atlas de las creencias religiosas en la Argentina (1ª edición). Biblos. 2012. ISBN 978-987-691-008-8.
- Cruces, intersecciones, conflictos (1ª edición). Consejo Latinoamericano de Ciencias Sociales - C.L.A.C.S.O. 2012. ISBN 978-987-1891-18-4. (Obra colectiva)
- La influencia de las religiones en el Estado y la Nación Argentina (1ª edición). Eudeba. 2012. ISBN 978-950-23-2095-3. (En coautoría)
- Símbolos, rituales religiosos e identidades nacionales (1ª edición). Consejo Latinoamericano de Ciencias Sociales - C.L.A.C.S.O. 2014. ISBN 978-987-722-011-7. (Obra colectiva)
- ¿Política y catolicismo o catolicismos políticos? - Miradas y perspectivas sobre una relación conflictiva en la Argentina (1ª edición). Universidad Nacional de General Sarmiento. 2014. ISBN 978-987-630-179-4. (Obra colectiva)
- El mito de la Argentina laica - Catolicismo, política y Estado (1ª edición). Capital Intelectual. 2015. ISBN 978-987-614-479-7.
- Nacionalismos, religiones y globalización (1ª edición). Biblos. 2016. ISBN 978-987-691-528-1. (En coautoría)